# Bạch Long (thần thoại)
Đối với các định nghĩa khác, xem Bạch Long (định hướng).

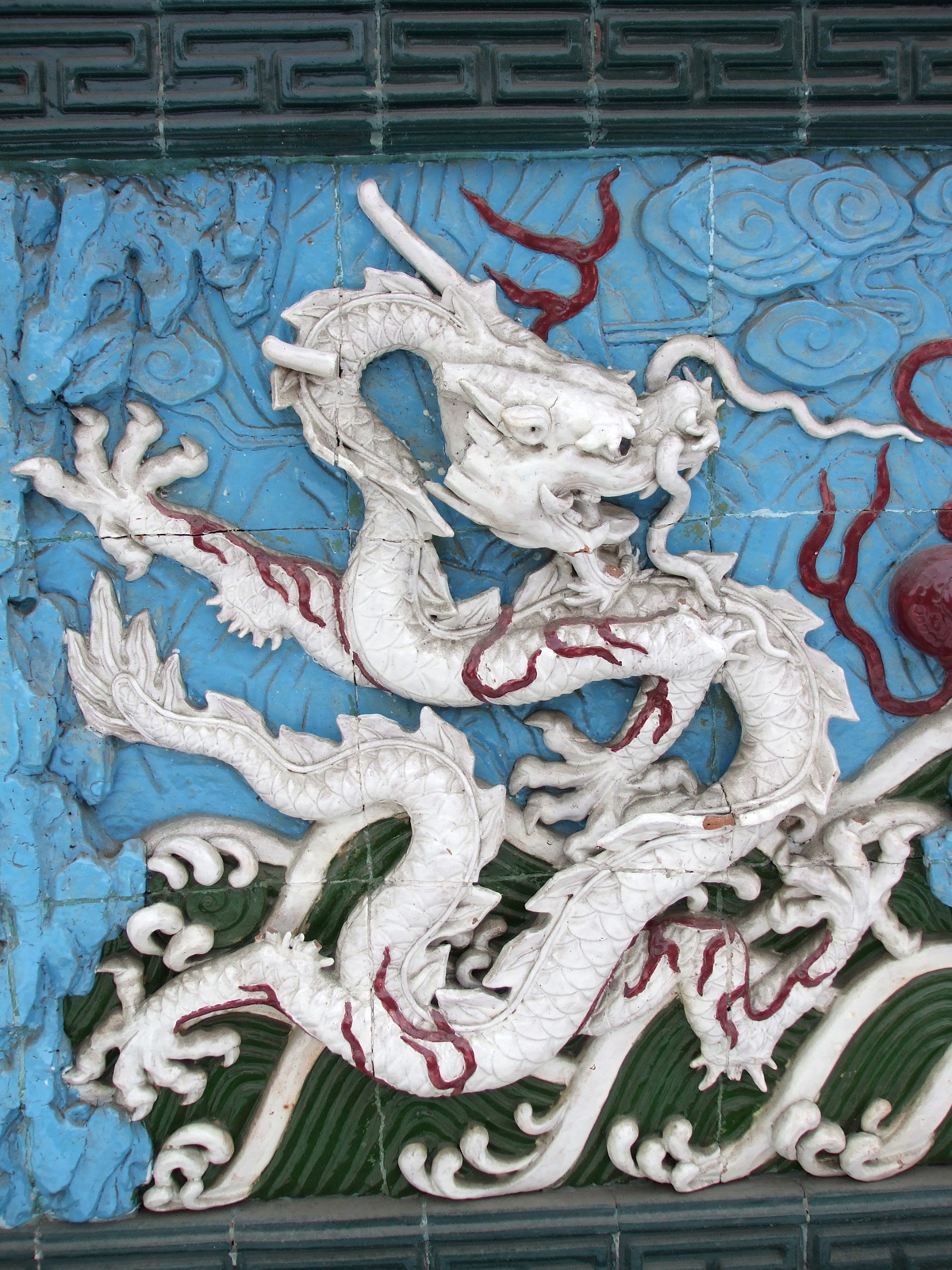
Bạch Long

Bạch Long (tiếng Trung: 白龍) hay Rồng trắng là một con rồng được nhắc đến trong thần thoại Trung Hoa. Nó được cho là sứ giả của Ngọc Hoàng và linh thú của Thiên đàng. Toàn bộ cơ thể của nó là màu trắng nên mới có tên gọi như vậy.
Trong thần thoại Đông Á thì loài rồng đều có thể bay được trên bầu trời nhưng người ta nói rằng nếu ai cưỡi được Rồng trắng thì không một con rồng nào có thể bay theo đuổi kịp được nó. Vì Rồng trắng bay rất nhanh và hầu như không có một con rồng nào là đối thủ của nó.